# Koinos (General)
Koinos (altgriechisch Κοίνος Koínos, lateinisch Coenus; * wohl um 367 v. Chr.; † 326 v. Chr.), Sohn des Polemokrates, war ein makedonischer Feldherr. Er war ein enger Vertrauter des Königs Alexander des Großen und Kriegsteilnehmer an dessen Asienfeldzug. Er gehörte zu den sechs Taxiarchen Alexanders, kämpfte in allen bedeutenden Schlachten gegen den Perserkönig Dareios III. mit, wurde bei Gaugamela schwer verwundet und folgte Alexander nach der Unterwerfung des Achämenidenreichs auch auf dessen Indienfeldzug. Als der Fluss Hyphasis erreicht wurde, drückte Koinos gegenüber Alexander als Sprecher des Heers dessen Wunsch aus, heimzukehren. Alexander musste sich fügen, und es erschien manchen späteren Autoren verdächtig, dass Koinos bald darauf starb.

## Leben

### Herkunft; frühes Leben; Beteiligung am Feldzug gegen Dareios III.
Koinos wurde wahrscheinlich in der Landschaft Elimiotis geboren, weil er während der Feldzüge Alexander des Großen ein aus dieser Landschaft stammendes Kontingent kommandierte, das zur makedonischen Phalanx gehörte. Er dürfte bereits unter König Philipp II. Militärdienste geleistet haben und war bei Alexanders Thronbesteigung 336 v. Chr. ein erfahrener Offizier. Erstmals wird er 335 v. Chr. als Krieger des Makedonenkönigs anlässlich von dessen militärischem Vorgehen gegen aufständische Illyrer erwähnt; hierbei kam er mit seiner Phalanx im Kampf gegen Glaukias, den König der Taulantier, zum Einsatz. Bald danach heiratete er eine Tochter des führenden makedonischen Feldherrn Parmenion, die zugleich die Witwe des Alexandergegners Attalos war. Mit ihr hatte er den Sohn Perdikkas.
Im Frühling 334 v. Chr. zog Koinos mit seinem König nach Kleinasien, wo Alexander den Krieg gegen den persischen König Dareios III. eröffnete. In der Schlacht am Granikos befand sich Koinos mit seiner Militäreinheit auf dem rechten makedonischen Flügel. Im Winter 334 v. Chr. erlaubte Alexander neuvermählten Soldaten, auf Urlaub zu ihren Gattinnen heimzukehren. Als Anführer dieses Zuges erhielt Koinos die Anweisung, sich bei der Rückkehr im Frühling 333 v. Chr. mit möglichst vielen frischen Truppen wieder in Gordion einzufinden. In der Folge beteiligte sich Koinos mit seiner elimiotischen Phalanx im November 333 v. Chr. an der Schlacht bei Issos, in der Alexander einen bedeutenden Sieg über Dareios III. errang. In der Spätphase der sich bereits ein halbes Jahr hinziehenden Belagerung von Tyros, etwa im Juli 332 v. Chr., kommandierte Koinos zusammen mit dem makedonischen Offizier Admetos die Mannschaften jener beiden Schiffe, die bis vor die Stadtmauer dieser bedeutenden phönikischen Inselfestung segelten. Die auf den Schiffen transportierten Truppen sollten den Sturmangriff auf Tyros durchführen und in die erste Bresche der Mauer eindringen. Während Admetos fiel, gelang es Koinos, von der Hafenseite her in Tyros einzurücken.
Ob sich Koinos an Alexanders Zug nach Ägypten beteiligte, ist nicht bekannt. In der am 1. Oktober 331 v. Chr. ausgetragenen Schlacht bei Gaugamela befehligte er die Reservetruppen des von Alexander persönlich kommandierten rechten Flügels des makedonischen Heers. Mit seiner Phalanx folgte er in der Spätphase des Kampfs Alexander, als dieser dem in Bedrängnis geratenen Parmenion zu Hilfe kam. Mehrere ranghohe Generäle wie Hephaistion und Perdikkas wurden in der Schlacht schwer verletzt, und Koinos erlitt eine gefährliche Pfeilwunde. Damit Alexander in die Landschaft Persis vordringen konnte, musste er den im Bergland gelegenen und von Ariobarzanes verteidigten Pass der Persischen Tore überwinden. Da der Sturm auf die Stellung des Ariobarzanes (Januar 330 v. Chr.) misslang, führte der König einen Umgehungsmarsch des Passes durch, auf den ihm auch Koinos folgte. Koinos erhielt den Befehl, mit seinen Truppen ins jenseitige Tal hinabzusteigen, bis zum Fluss Araxes (heute Band-i-amîr) zu ziehen und über diesen eine Brücke anzulegen. Bei der Verfolgung Dareios’ III. wurde Koinos im Frühsommer 330 v. Chr. bei den Kaspischen Toren von Alexander beauftragt, mit einem Truppenkontingent Lebensmittel und Futter herbeizuschaffen. Bevor er aber zurückkehren konnte, hatte Alexander bereits mit einem kleinen Gefolge die Verfolgung des Perserkönigs wiederaufgenommen, da er von dessen Gefangensetzung durch Bessos und Nabarzanes erfahren hatte. In Hyrkanien nahm Koinos mit seiner Phalanx an Alexanders Expedition gegen den im westlichen Elburs-Gebirge siedelnden Stamm der Marder teil. Ebenso machte er bald danach mit seiner Militäreinheit den Feldzug gegen den aufständischen Satrapen von Areia, Satibarzanes, mit.
In der Affäre um das von Dimnos im Herbst 330 v. Chr. gegen Alexander geplante Attentat trat Koinos als besonders eifriger Ankläger gegen seinen Schwager Philotas auf. Angeblich habe er den ersten Stein gegen den vermeintlichen Verschwörer werfen wollen, sei aber von Alexander daran gehindert worden. Am nächsten Tag forderte er zusammen mit Krateros und Hephaistion die Anwendung der Folter an Philotas. Erst wenn dieser unter der Einwirkung der Marter seine Schuld gestanden habe, sollte er nach der nunmehrigen Ansicht des Koinos gesteinigt werden. Dabei sei Koinos weniger von Philotas’ Schuld überzeugt gewesen, vielmehr wollte er dadurch eigenen Verdächtigungen als Schwager des Angeklagten entgehen. Die Angelegenheit endete mit der Hinrichtung von Philotas und Parmenion.

### Teilnahme an den Kämpfen in Sogdien und Indien
Beim zweiten Einmarsch Alexanders in Sogdien im Frühjahr 328 v. Chr. kommandierte Koinos zusammen mit dem hohen persischen Adligen Artabazos eine von fünf selbständigen Heeresgruppen, die sich in Marakanda wieder vereinigten. Dort wurden Koinos und Artabazos nach Westen gegen den zu den Skythen geflohenen Spitamenes entsandt. Dieser konnte aber seine Gegner täuschen und neue Erfolge erzielen. Kurz danach trat Artabazos aus Altersgründen von seinem Amt als Satrap Baktriens zurück und wurde zuerst durch Kleitos und nach dessen baldigem Tod durch Amyntas ersetzt. Zu dieser Zeit erhielt Koinos für den Winter 328/327 v. Chr. den militärischen Oberbefehl in Sogdien, das er mit einer starken Armee zu schützen hatte. Spitamenes erschien mit einem Heer aus Baktrern, Sogdern und Reiterverbänden der Massageten an der Grenze Sogdiens, um in diese Landschaft einzufallen, verlor aber die Schlacht von Gabai gegen Koinos. Während Spitamenes mit den Massageten abzog, aber bald von diesen ermordet wurde, marschierte Koinos mit seinen Truppen von Gabai ins Winterlager bei Nautaka.
Nach dem Einmarsch von Alexanders Heer in Gandhara nahm Koinos 327 v. Chr. mit seiner Phalanx am Feldzug gegen die Aspasier teil und gehörte zu jenen Militärführern, die den Makedonenkönig bei der Überquerung des Flusses Euaspla begleiteten. Auch an der anschließender Unterwerfung der Assakener beteiligte er sich. Nach der Eroberung der Stadt Massaga wurde er von Alexander zur Belagerung der Festung Bazira entsandt. Er hatte aber Mühe, sich vor der Stadt zu halten. Auf Anweisung Alexanders sollte er dann unter Zurücklassung eines Teils seines Heers mit seiner Hauptmacht abziehen und sich wieder zum König begeben, um diesen beim Angriff auf die Stadt Ora zu unterstützen. Bei Koinos’ Abzug machten die in Bazira stationierten Soldaten eines Ausfall, wurden aber von ihm geschlagen und verließen die Festung, sobald sie von der Eroberung von Ora durch Alexander erfuhren. Anschließend bildete die von Koinos kommandierte Militäreinheit einen Teil jener Streitkräfte, die für die schwierige Belagerung der Bergfeste Aornos ausgesucht wurden.
In Indien wurde Koinos, nachdem Alexander 326 v. Chr. den Indus überschritten hatte, vom König wieder zu diesem Strom zurückgeschickt, um die Indusflotte zersägen zu lassen und deren Transport über Land, vermutlich der Uttarapatha-Straße folgend, an den Hydaspes zu bewerkstelligen. Der Hydaspes war der Grenzfluss des Reichs des indischen Königs Poros, der es abgelehnt hatte, sich Alexander zu unterwerfen. In der folgenden Schlacht am Hydaspes positionierte sich Koinos mit seiner Phalanx und einer ihm ebenfalls unterstellten Reitereinheit auf dem linken makedonischen Flügel. Als Alexander auf dem rechten Flügel mit der Hetairen-Reiterei einen erfolgreichen Angriff gegen den linken Flügel der indischen Armee führte und Poros daraufhin Kavalleristen von seinem anderen Flügel an die bedrohte Stelle beorderte, schwenkte auch Koinos gemäß Alexanders vor der Schlacht erteiltem Auftrags nach rechts ein, setzte ihnen nach und fiel ihnen in den Rücken. So konnte sich die makedonische Reiterei durchsetzen, was eine wesentliche Voraussetzung für den schließlich schwer errungenen Sieg Alexanders war.

### Einsatz für die Heimkehr nach Makedonien; Tod
Einen weiteren Fluss des Pandschab, den stark angeschwollenen Akesines, konnte Alexander mit seinen Truppen nur mit Mühe und unter Verlusten überqueren. Koinos blieb vorläufig am rechten Ufer zurück, um den nachfolgenden Truppen die Überquerung zu sichern und den Nachschub an Proviant zu gewährleisten. Auf dem weiteren Vormarsch nach Osten erreichte das makedonische Heer den Fluss Hyphasis. Als Alexander hier in Erfahrung brachte, dass er nach weiteren zwölf Tagesmärschen an den Ganges gelangen würde und hier mit den Stämmen der Gangariden und Prasier, die außer über mächtige Truppen auch über Tausende Kriegselefanten verfügten, zu kämpfen hätte, kam es unter den erschöpften makedonischen Soldaten zu Unruhen. Sie fürchteten weitere endlose Märsche und Kämpfe bestehen zu müssen. Alexander setzte daraufhin seinen höheren Offizieren auseinander, dass nun nur noch die letzten Stämme zu unterwerfen seien, ehe im Osten der Ozean erreicht werden könne. Koinos trat aber als Wortführer des Heeres auf und äußerte, dass die Krieger, die Alexander bis hierher begleitet hätten, nun umkehren wollten, weil sie den Wunsch zur Heimkehr verspürten. Alexander möge dann mit neuen Truppen weitere ihm beliebende Feldzüge unternehmen. Der Makedonenkönig musste sich widerstrebend zum Rückmarsch in die Heimat entschließen. Kurz darauf starb Koinos im Sommer 326 v. Chr. bei der Rückkehr an den Akesines an einer Krankheit; Alexander gewährte ihm ein aufwändiges Staatsbegräbnis. Der König soll aber einen Groll gegen Koinos wegen dessen Freimut gehegt haben; laut dem römischen Historiker Quintus Curtius Rufus habe Alexander eine hämische Bemerkung über Koinos’ Tod gemacht. In der modernen Altertumsforschung wurde bisweilen spekuliert, dass Koinos vielleicht keines natürlichen Tode gestorben sei.